# Katrin Olsen

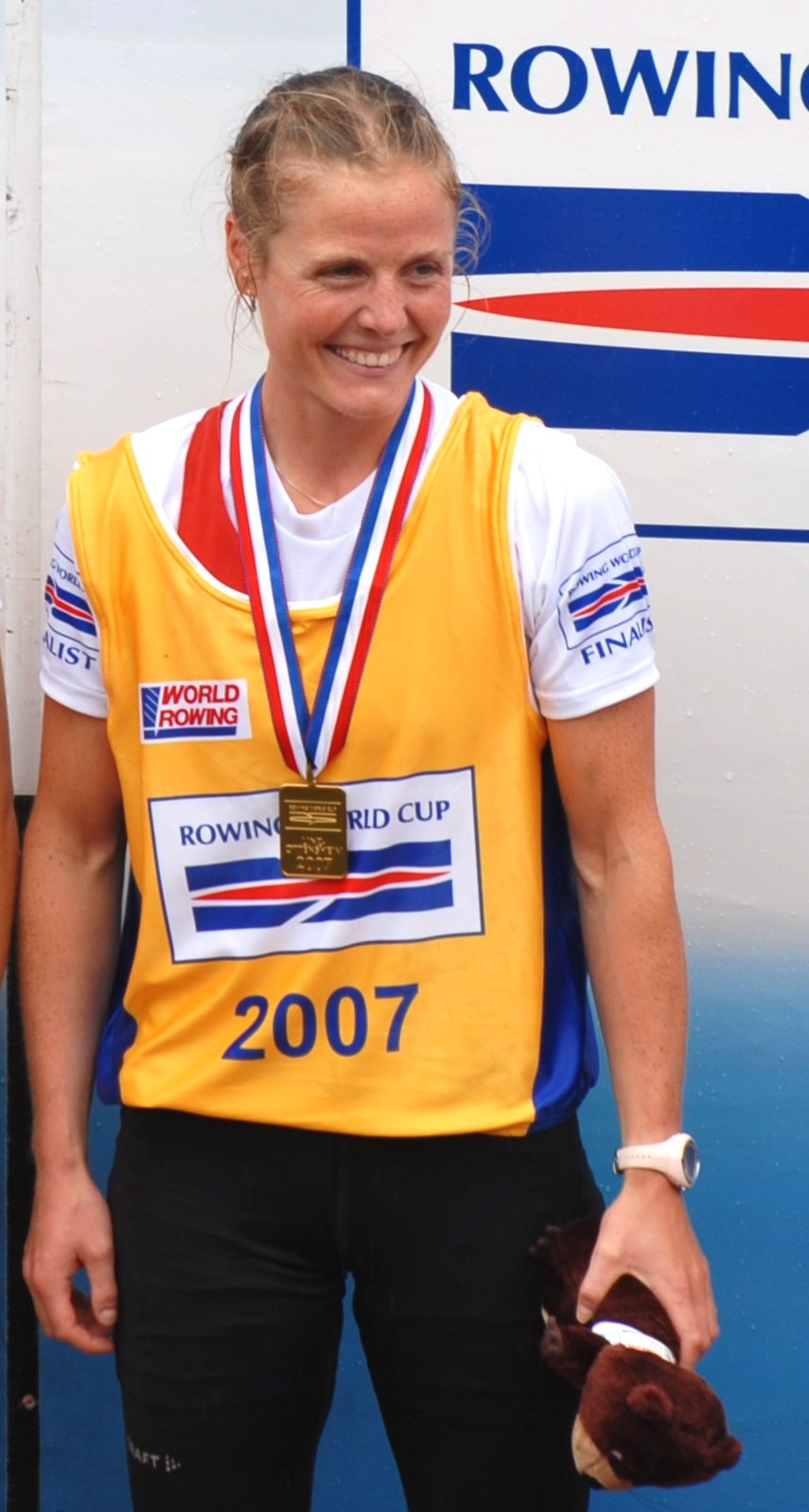
Katrin Olsen mit der Goldmedaille vom Ruder-Weltcup in Ottensheim 2007.

Katrin Olsen (* 5. Januar 1978 in Tórshavn, Färöer) ist eine färöische Ruderin, die für das Nationalteam Dänemarks bei den Olympischen Spielen 2008 antrat. Sie war die erste Färingerin überhaupt, die an Olympischen Spielen teilnahm.
Sie ist die bekannteste Ruderin der Färöer und war zweimal Vizeweltmeisterin mit dem dänischen Doppelvierer. 2007 ist sie mit zweimal Gold Gesamtweltcupsiegerin im Doppelzweier.
Katrin Olsen ist auf den Färöern geboren und aufgewachsen, aber zog 1999 nach Kopenhagen, um Medizin zu studieren. Sie ist im Københavns Roklub (Kopenhagener Ruderklub) organisiert und wohnt in Lyngby.
Ihre Karriere begann 1995 im färöischen Rudersport im landestypischen Färöboot beim Tórshavner Róðrarfelagið Knørrur. Rudern ist auf den Färöern Nationalsport und auch unter Frauen und Mädchen sehr beliebt. Die Färöboote haben keine Ausleger und keine Rollsitze, dafür sind sie seetüchtig. Katrin Olsen wurde im Färöboot zweimal färöischer Meister (1997 und 1999 mit dem Sechser Jarnbardur), aber die Umstellung auf die international üblichen Rennruderboote in Dänemark war nach eigenen Angaben „fast ein Schock“. Ihr Trainer Vagn Nielsen bildete sie jedoch an den ungewohnten Auslegerbooten aus, und seit 2002 trainiert sie mit der dänischen Nationalmannschaft.
Die Silbermedaille mit dem dänischen Doppelvierer bei den Ruder-Weltmeisterschaften 2005 im japanischen Gifu machte sie auf den Färöern zum Star. Diesen Platz konnte sie mit den Däninnen 2006 bei den Ruder-Weltmeisterschaften 2006 in Eton verteidigen.
Beim Ruder-Weltcup im österreichischen Ottensheim im Juni 2007 verwies sie zusammen mit Mannschaftskollegin Juliane Elander Rasmussen die amtierenden Weltmeisterinnen Fan Xuefei und Liu Jing auf Platz drei im Doppelzweier. Am 15. Juli 2007 gewannen Olsen und Rasmussen den World Cup in Luzern und wurden damit Gesamtweltcupsieger 2007.
In Dänemark machte man sich seitdem ernsthafte Hoffnungen auf das erste Gold bei Ruder-Weltmeisterschaften seit 1994 bei den Weltmeisterschaften 2007 in München. Da Olsen/Rasmussen im Semifinale am 31. August wie erhofft unter die ersten sechs kamen, war der dänische Frauen-Doppelzweier automatisch für die olympische Ruderregatta 2008 qualifiziert. Katrin Olsen war damit der erste Mensch von den Färöern, der an Olympischen Spielen teilnahm.
Beim WM-Finale am 2. September ruderten Olsen und Rasmussen auf den dritten Platz und kamen zeitgleich mit den Deutschen Berit Carow und Marie-Louise Dräger ins Ziel.
Weiterhin hält Katrin Olsen den färöischen Landesrekord der Damen über 2000 m auf dem Ruderergometer.

## Erfolge
- 1997 – 1. Platz bei den färöischen Meisterschaften im Sechser Jarnbardur
- 1999 – 1. Platz bei den färöischen Meisterschaften im Sechser Jarnbardur
- 18. September 2001 – 2. Platz bei den dänischen Meisterschaften in Maribo im schweren Doppelvierer
- 18. September 2001 – 1. Platz bei den dänischen Meisterschaften in Maribo im schweren Achter
- 5. Oktober 2002 – 2. Platz bei den dänischen Meisterschaften auf dem Bagsværd-See in Kopenhagen im leichten Doppelzweier
- 21. Juni 2003 – 13. Platz beim Ruder-Weltcup in München im leichten Doppelzweier
- 13. Juli 2003 – 5. Platz beim Ruder-Weltcup in Luzern im leichten Doppelvierer
- 1. September 2003 – 6. Platz bei den Weltmeisterschaften in Mailand im leichten Doppelvierer
- 19. Juni 2004 – 16. Platz beim Ruder-Weltcup in Luzern im leichten Einer
- 10. Juli 2005 – 2. Platz beim Ruder-Weltcup in Luzern im leichten Doppelvierer
- 4. September 2005 – 2. Platz bei den Weltmeisterschaften in Gifu im leichten Doppelvierer
- 26. Mai 2006 – 15. Platz beim Ruder-Weltcup in München im leichten Doppelzweier
- 16. Juni 2006 – 2. Platz beim Ruder-Weltcup in Posen im leichten Einer[12][13]
- 9. Juli 2006 – 5. Platz beim Ruder-Weltcup in Luzern um schweren Doppelvierer
- 27. August 2006 – 2. Platz bei den Weltmeisterschaften in Eton im leichten Doppelvierer
- 16. September 2006 – 3. Platz bei den dänischen Meisterschaften im schweren Einer
- 20. Mai 2007 – 1. Platz bei der Internationalen Hügelregatta in Essen im leichten Doppelzweier[14]
- 3. Juni 2007 – 1. Platz beim Ruder-Weltcup in Linz/Ottensheim im leichten Doppelzweier mit Juliane Rasmussen
- 24. Juni 2007 – 4. Platz beim Ruder-Weltcup in Amsterdam im leichten Doppelzweier mit Sine Christiansen
- 15. Juli 2007 – 1. Platz beim Ruder-Weltcup in Luzern im leichten Doppelzweier mit Juliane Rasmussen
- 2. September 2007 – 3. Platz im leichten Doppelzweier bei den Weltmeisterschaften in München (zeitgleich mit Deutschland[15]).
- 16. August 2008 – Sieg des B-Finales bei den Olympischen Spielen in Peking (7. Gesamtplatz).